# Bédarieux
Bédarieux är en kommun i departementet Hérault i regionen Occitanien i södra Frankrike. Kommunen ligger i kantonen Bédarieux som tillhör arrondissementet Béziers. År 2022 hade Bédarieux 5 820 invånare.

## Befolkningsutveckling
Antalet invånare i kommunen Bédarieux
Referens:INSEE

## Vänorter
- Leutkirch im Allgäu, Tyskland (1982)
- Medenine, Tunisien (1999)
- Ouarzazate, Marocko (2008)